# Riccardo Bacchelli
Pour les articles homonymes, voir Bacchelli.

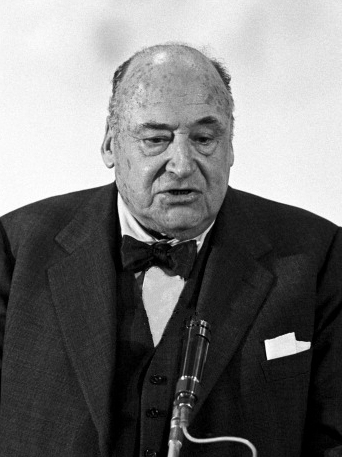
Riccardo Bacchelli, 1969

Riccardo Bacchelli (né le 19 avril 1891 à Bologne, en Émilie-Romagne - mort le 8 octobre 1985 à Monza) est un écrivain italien du XXe siècle.

## Biographie
Écrivain précoce et prolifique, Riccardo Bacchelli s’illustra dans le roman, la poésie, le théâtre, la critique musicale et littéraire, le journalisme, l’essai historique, le récit de voyages, la traduction, l’étude des classiques italiens et étrangers.
En 1911, à vingt ans, il publie son premier roman Il Filo meraviglioso di Lodovico Clò. Pendant la Première Guerre mondiale, il combat comme volontaire en tant qu’officier d’artillerie.
En 1919, il fonde avec Cardarelli et cinq autres « sages » la revue littéraire La Ronda dans laquelle il publiera de nombreux articles. 
En 1923, il quitte Bologne pour s’installer à Florence (puis à Rome). De 1941 à 1944 il est membre de la Reale Accademia d'Italia (it), membre de l'Académie des Lyncéens à Rome ainsi que de l'Accademia della Crusca.  
Après la Seconde Guerre mondiale, Riccardo Bacchelli versera dans la mystique religieuse qui lui inspirera plusieurs œuvres. Il était également membre de différentes académies, docteur honoris causa de plusieurs universités et chevalier grand-croix de l'Ordre du Mérite de la République italienne.

## Principales œuvres
- Il Filo meraviglioso di Lodovico Clò (1911)
- Poemi lirici (1914)
- Memorie del tempo presente (1919), écrit sur le front pendant la guerre
- Amleto (1919), drame
- Lo sa il tonno (1923), fable satirique
- Il Diavolo al Pontelungo (1927), roman historique
- La citta' degli amanti (1929), roman
- Le Moulin du Pô : le plus célèbre roman de Riccardo Bacchelli, écrit entre 1938 et 1940. Vaste fresque historique relatant l’histoire d’une famille, les Scacerni, allant de 1812 (la retraite de Russie des troupes napoléoniennes) à 1918 (fin de la Première Guerre mondiale). Le roman est divisé en trois parties : Dio ti salvi, La miseria viene in barca et Mondo vecchio sempre nuovo.
- Il Pianto del figlio di Lais (1945), roman d’inspiration biblique
- L'Alba dell'ultima sera (1949), théâtre
- I Tre schiavi di Giulio Cesare (1957), roman historique
- Non ti chiamerò più padre (1959), roman historique
- Il Coccio di terracotta (1966), roman d’inspiration biblique
- L’Afrodite (1969), roman